# Lenzelle Smith
Lenzelle Lajuan Smith jr. (Zion, 3 ottobre 1991) è un cestista statunitense.